# راه سنگ‌فرش شریف‌آباد
بقایای راه سنگ‌فرش شریف‌آباد مربوط به دوره قاجار است و در شهرستان مشهد، حد فاصل روستای ده غیبی و رباط طرق واقع شده و این اثر در تاریخ ۱۰ دی ۱۳۸۱ با شمارهٔ ثبت ۶۶۶۳ به‌عنوان یکی از آثار ملی ایران به ثبت رسیده‌است.